# Кодомо-но хи

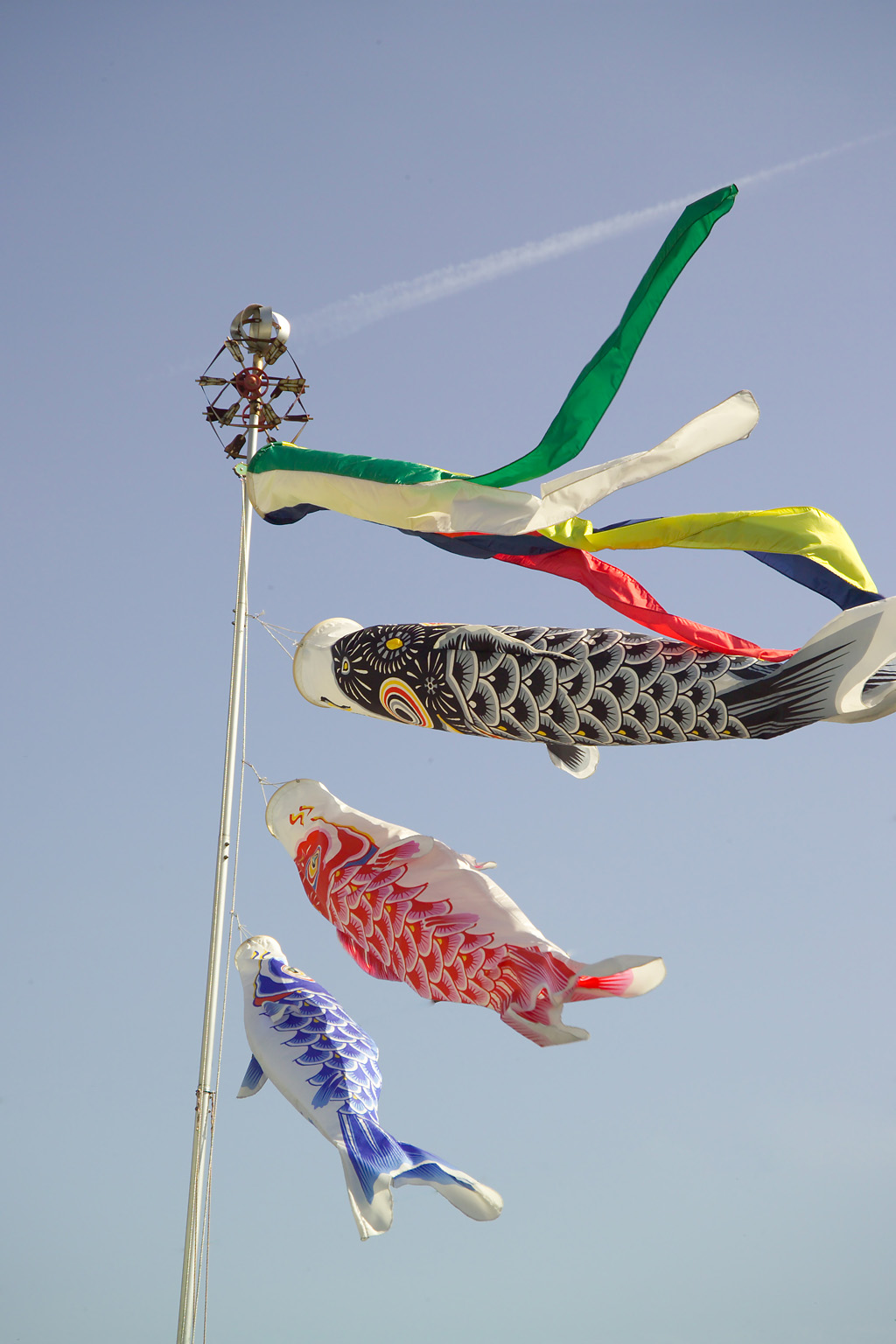
Коинобори (большой карп сверху символизирует отца, второй карп — мать, а третий карп — детей)

Кодомо-но хи (яп. こどもの日, День детей) — японский национальный праздник, отмечается ежегодно 5 мая, является частью Золотой недели, праздник получил статус национального в 1948 году.

## История праздника
Изначально праздник назывался Танго-но сэкку (яп. 端午の節句 — праздник первого дня лошади) и отмечался на пятый день пятой луны по лунному или китайскому календарю. Другое название праздника — Сёбу-но сэкку — Праздник ирисов. Цветок ириса символизирует доблесть и успех.
До второй мировой войны этот праздник называли «Днём мальчиков». В настоящее время праздник известен под названием «День детей». В 1948 году правительство Японии своим указом закрепило за праздником статус национального праздника.

## Традиции, связанные с праздником
Перед «Днём детей» японские семьи вывешивают на шесте перед домом коинобори — разноцветные флаги в форме карпов, количество флагов зависит от количества мальчиков в семье. В Японии карп считается символом жизнестойкости и мужества за его способность плыть даже против сильного течения.
На специальной полке, покрытой зелёным сукном, выставляются куклы гогацу-нингё — традиционные японские куклы, изображающие самураев в доспехах.
День детей отмечают всей семьёй, традиционно исполняются специальные песни.